# یواس‌ای-۵۰
یواس‌ای-۵۰ (انگلیسی: USA-50) ماهواره آمریکایی از نوع سامانه ماهواره‌ای ناوبری جهانی است که در سال ۱۹۹۰ میلادی توسط موشک دلتا ۲ به فضا پرتاب شد. این ماهواره بخشی از سامانه موقعیت‌یاب جهانی بود.